# Смеђе око, зло око
Смеђе око, зло око је југословенски филм из 1967. године. Режирао га је Роберт Ангус, а сценарио су писали Роберт Ангус и Harwey Alan Clich.

## Радња
Ово је прича о чудном и ретком пријатељству између седамдесетогодишњег Тадеуша Бриџса, осуђеног да на инвалидским колицима проводи своје дане испуњене досадом у једном опоравилишту, и девојчице Хилди која је тек навршила шесту годину. 

## Улоге
| Глумац             | Улога |
| ------------------ | ----- |
| Вука Дунђеровић    |       |
| Хју Грифит         |       |
| Rosemary Nikols    |       |
| Виктор Старчић     |       |
| Рон Томпсон        |       |
| Бранка Веселиновић |       |